# Ouangani
Ouangani es una comuna francesa situada en el departamento y la región de Mayotte. 

## Geografía
La comuna se halla situada en el centro de la isla de Mayotte y está formada por las villas de Barakani, Coconi, Hapandzo, Kahani y Ouangani.

## Demografía
| Gráfica de evolución demográfica de Ouangani entre 1985 y 2017 |
|                                                                |

Fuente: Insee